# Zenoviu Borlan
Zenoviu Borlan a fost un agrochimist român, considerat una dintre cele mai importante personalități ale științei agrochimice din România în secolul XX. S-a născut la Baia Mare în 1933 și a activat timp de peste patru decenii în cercetarea agricolă românească. A fost autor a peste 150 de lucrări științifice, 16 monografii și deținătorul a 24 de brevete de invenție în domeniul agrochimiei. A fost membru titular al Academiei de Științe Agricole și Silvice din 1981.

## Biografie

### Copilărie și educație
S-a născut la 4 februarie 1933 în Baia Mare. A urmat școala primară și gimnazială în localitatea natală, apoi Școala Medie Tehnică de Zootehnie din Carei, absolvind în 1952 cu rezultate strălucite. În 1953 a fost admis la Facultatea de Zootehnie și Medicină Veterinară din cadrul Institutului Agronomic București, unde a urmat primul an. Selectat pentru studii în străinătate, a ales să studieze agrochimia la Academia „Clement Arcadievici Timiriazev” din Moscova (1953–1957), una dintre cele mai prestigioase instituții din domeniu la acea vreme. 

### Carieră profesională
După absolvirea studiilor superioare, a fost angajat ca agrochimist stagiar la Institutul de Cercetări Horticole – Băneasa (1957–1961). A lucrat ulterior la SCV Ștefănești (1961–1962), ICCPT Fundulea (1962–1969) și la Complexul Agroindustrial Rasht din Iran (1969–1970), unde a contribuit la organizarea și punerea în funcțiune a acestuia. Din 1971 a activat la Institutul de Cercetări pentru Pedologie și Agrochimie (ICPA București), unde a rămas până la pensionarea sa în 2001. A condus Laboratorul de Agrochimie și Nutriția Plantelor timp de 17 ani, fiind recunoscut pentru contribuțiile sale originale și spiritul colegial. 
A participat la stagii internaționale de perfecționare în Olanda (Wageningen, 1961 – curs de tehnici izotopice), Suedia (Stockholm, 1964 – analiză agrochimică), Anglia (Aberdeen și Rothamsted, 1966 – analiză agrochimică), URSS (1971 – studii organizate de Agenția Internațională pentru Energie Atomică), SUA (1972 – Universitățile Tucson, Urbana, Gainesville, Raleigh) și Franța (1973 – Quimper, Avignon, Clermont-Ferrand), acumulând cunoștințe avansate în agrochimie. 

## Familie
Datele privind viața personală și familială a lui Zenoviu Borlan nu sunt documentate public. A fost apreciat pentru generozitatea, perseverența și spiritul colegial manifestate în activitatea profesională.

## Activitate științifică
Zenoviu Borlan a realizat contribuții semnificative în domeniul agrochimiei, fiind unul dintre liderii naționali în acest domeniu. A obținut titlul de doctor în anul 1968, cu teza Contribuții la interpretarea datelor de analiză agrochimică a solurilor, sub coordonarea academicianului D. Davidescu. În 1975 i s-a conferit titlul de Doctor Docent, devenind unul dintre cei mai tineri cercetători agronomi cu acest rang științific. 
A participat la stagii internaționale de perfecționare în Olanda, Suedia, Anglia, URSS, SUA și Franța. Activitatea sa a contribuit la modernizarea cercetării agrochimice românești și la elaborarea de metodologii originale de analiză, prognoză și fertilizare în agricultură, influențată de tradiția cercetărilor în chimia solului inițiate de Teodor Saidel și dezvoltate sub coordonarea lui Gheorghe Ionescu-Șișești la ICAR. 

### Domenii de cercetare
- Metode de analiză agrochimică a solurilor și plantelor
- Nutriția minerală a plantelor
- Dinamica ionilor nutritivi în sol
- Fertilizare foliară și utilizarea îngrășămintelor lichide
- Aplicarea amendamentelor
- Modele de prognoză agrochimică a evoluției solurilor
- Elaborarea și testarea îngrășămintelor complexe foliare
- Tehnologii de fertilizare pentru culturile de câmp
- Mobilitatea ionilor nutritivi și compatibilitatea macro- și microelementelor
- Cartarea agrochimică și elaborarea planurilor de fertilizare
- Prognoza carențelor de zinc și molibden la porumb și floarea-soarelui
- Parametrizarea evoluției solurilor sub aspect agrochimic (reacție, humus, fosfor, potasiu, zinc)

### Brevete de invenție
A obținut 24 brevete de invenție recunoscute de OSIM, dintre care se remarcă:
- Metoda ATA (tartrat acid de amoniu) și Metoda MoCa (molibdat de amoniu în clorură de calciu) pentru extragerea fosforului și potasiului din sol
- Metoda IOSOS pentru determinarea indicelui de oxidabilitate a substanțelor organice din sol
- Stabilirea indicelui de calitate al fosforitelor neactivate (ICFNA)
- Metoda pentru evaluarea capacității de pătrundere a fosforului în sol
- Compoziții fertilizante pentru combaterea stresului hidric
- Indicatori de tamponare a reacției solului (CTR1–CTR4)
- Fertilizarea foliară adaptată în loturi de hibridare pentru porumb și floarea-soarelui
- Îngrășăminte complexe foliare cu aminoacizi și uree
- Determinarea indicelui carenței de zinc al solului
- Protonarea coloizilor în solurile saturate cu cationi bazici
- Compoziții de protecție complexă a semințelor la porumb [1]

### Colaboratori și contribuții colective
A colaborat cu cercetători de prestigiu: Cr. Hera, D. Davidescu, C. Răuță, Ov. Bunescu, D. Domescu, Ariadna Alexandrescu, T. Tăbăranu, D. Bordeiașu, I. Buzdugan, C. Căluianu, Daniela Ștefănescu, Dobrița Nebulelea, Gh. Costan, I. Boeriu. A coordonat colective de cercetare în stațiuni și laboratoare din rețeaua de cercetare agricolă, contribuind la organizarea laboratoarelor de analiză la Suceava, Livada, Oradea, Secuieni-Roman, Valu lui Traian, Geoagiu și Podu Iloaiei. 

### Contribuții specifice
- **La ICHV Băneasa, Ștefănești și Fundulea**: A organizat laboratoare de analiză agrochimică, a efectuat cartarea agrochimică a terenurilor experimentale (Buzău, Băneasa, Iași, Călimănești) și a dezvoltat metode pentru eliminarea adsorbției secundare a fosfaților. A studiat compatibilitatea ionilor în fertilizarea foliară la vița de vie și mobilitatea borului în solurile acide calcarizate. [1]
- **La ICPA București**: A elaborat metode originale de analiză (ATA, MoCa, IOSOS, ICFNA), a fundamentat prognoza carențelor de zinc și molibden și a dezvoltat modele matematice pentru evoluția solurilor. A coordonat câmpuri experimentale de lungă durată și a elaborat tehnologii de fertilizare pentru culturi intensive. [1]
- **Sistemul român de analiză agrochimică**: A creat un sistem integrat de analiză și interpretare a datelor agrochimice, optimizat fiziologic, economic și ecologic, utilizat pentru recomandări de fertilizare. [1]

## Lucrări
Zenoviu Borlan a publicat peste 150 de lucrări științifice și 16 monografii, dintre care menționăm:
- Studiul agrochimie al solurilor brune erodate din zona Jiblea Călimănești (cu Gh. Costan), Grădina, via și livada nr. 6, 1960
- Studiul agrochimie al solurilor Stațiunii Horti-Viticole Copou, Iași, Lucrări Științifice, ICHV IV, 1960
- Îngrășarea suplimentară prin frunze și tratamente cu fungicide în viticultură, Lucrări științifice ICHV, V, 1961
- Sfaturi pentru aplicarea amendamentelor pe soluri acide, Editura Agro-silvică, București, 1964
- Stabilirea efectului probabil al îngrășămintelor fosfatice la grâu și porumb, Analele ICCPT Seria B, 34, 1966
- Ameliorarea solurilor acide (cu I. Boeriu și C. Nicolae), Editura Agrosilvică, București, 1969, 150 pg.
- Stabilirea concentrației active a ionilor acidului fosforic în diferite condiții de reacție (pH), Știința solului nr. 8, 1970
- Metode de apreciere a stării de fertilitate a solului (cu Cr. Hera), Editura Ceres, București, 1973, 487 pg.
- Fosforul în agricultură (cu D. Davidescu, Velicia Davidescu, Cr. Hera), Editura Academiei RSR, București, 1974, 280 pg.
- Îndrumător pentru stabilirea necesarului de îngrășăminte și amendamente (cu Cr. Hera), Editura Ceres, București, 1977, 115 pg.
- Ghid pentru alcătuirea planurilor de fertilizare (cu Cr. Hera și colab.), Editura Ceres, București, 1980, 340 pg.
- Amendarea și reamendarea solurilor acide în condiții economice (cu Cr. Hera), Producția vegetală, Cereale și plante tehnice nr. 6, 1981
- Optimizarea agrochimică a sistemului sol-plantă (cu Cr. Hera), Editura Academiei RSR, București, 1984, 271 pg.
- Situația agrochimică a solurilor României: prezent și viitor (col.), Editura Ceres, București, 1984, 256 pg.
- Fertilizarea foliară de stimulare a culturilor, Producția vegetală, Cereale și plante tehnice XL nr. 1, 1989
- Compendium de agrochimie (cu Cr. Hera și colab.), Editura Ceres, București, 1994, 335 pg.
- Potasiul (cu E. Andres și K. Glas), Basel, 1987, 200 pg.
- Îngrășăminte simple și complexe foliare, Editura Ceres, București, 1995, 250 pg.

## Premii și recunoaștere
- Premiul „Traian Săvulescu” al Academiei Române (1963)
- Membru al Academiei de Științe Agricole și Silvice (din 1981)
- Deținătorul celui mai mare număr de brevete OSIM în domeniul agrochimiei din România